# وست هدون
وست هدون (به انگلیسی: West Haddon) یک روستا و محله مدنی در بریتانیا است که در Daventry واقع شده‌است. وست هدون ۱٬۷۱۸ نفر جمعیت دارد.